# Duckea junciformis
Duckea junciformis är en gräsväxtart som beskrevs av Bassett Maguire. Duckea junciformis ingår i släktet Duckea och familjen Rapateaceae. Inga underarter finns listade i Catalogue of Life.